# Nephelium
Genre
Classification APG III (2009)
Nephelium est un genre de plantes de la famille des Sapindaceae. 
Ce genre comprend environ 25 espèces d'arbres à feuilles persistantes originaires d'Asie du sud-est. Proche des genres Dimocarpus et Litchi, ces arbres donnent des fruits comestibles dont certains comme les ramboutans sont commercialisés.

## Liste des espèces
- Nephelium aculeatum P.W.Leenhouts, 1986
- Nephelium chryseum Blume
- Nephelium compressum Radk., 1879
- Nephelium costatum  Hiern
- Nephelium cuspidatum Blume
- Nephelium daedaleum Radk., 1879
- Nephelium hamulatum Radk.
- Nephelium havilandii P.W.Leenhouts, 1986
- Nephelium hypoleucum Kurz, 1871 - korlan
- Nephelium juglandifolium Blume
- Nephelium lappaceum L., 1767 - ramboutan
- Nephelium laurinum Blume
- Nephelium macrophyllum Radk., 1879
- Nephelium maingayi
- Nephelium meduseum
- Nephelium malaiense
- Nephelium melanomiscum
- Nephelium melliferum
- Nephelium papillatum
- Nephelium ramboutan-ake (syn. N mutabile) - pulasan
- Nephelium reticulatum
- Nephelium subfalcatum
- Nephelium topengii
- Nephelium uncinatum